# Немрут
Немрут, у вірменській міфології іноземний цар, вторгся до Вірменії. Щоб возвеличити себе, Немрут спорудив на вершині гори чудовий палац надзвичайної висоти. Вирішивши вбити бога, щоб зайняти його місце, Немрут піднявся на дах палацу і прицілився з лука в небо. Бог підставив велику рибу під стрілу, пущену Немрутом. Побачивши кров, Немрут і його наближені зраділи, впевнені, що бог убитий. Бог розгнівався - ударила блискавка, і Немрут разом із палацом провалився в несподівану прірву, з якої утворилося озеро. Гора стала називатися Немрут (сучасний вулкан Немрут розташований біля західного берега озера Ван, в його кратері знаходиться озеро. За іншим варіантом, Немрут створив гору з землі, щоб, піднявшись на неї, вступити з богом в боротьбу, але бог скинув його в надра землі.
Ототожнення в давньовірменській літературі Бела, суперника Хайка, з біблійним Німвродом призвело до виникнення міфу, де замість Немрута виступає Бел. Деспот Бел з численними військами вторгся до Вірменії, але був розбитий. Труп Бела, убитого вірменським царем, підняли на вершину гори і спалили. З волі бога попіл, що залишився від нього, перетворився на воду, а воїни Бела і каравани верблюдів його від страху скам'яніли.

## Ресурси Інтернета
- myths.kulichki.ru